# Masacre de San Bernardino de 2015
La masacre de San Bernardino fue un tiroteo que ocurrió el 2 de diciembre de 2015, a las 10:59 de la mañana (UTC -8) en el Inland Regional Center en San Bernardino, California, que resultó en 14 muertos y 21 heridos al menos. Los tiradores atacaron un banquete del Departamento de Salud Pública del condado de San Bernardino, que se celebraba en un auditorio de al menos cien personas. Los reportes iniciales indicaban que pudo ser un acto de tres tiradores equipados con armas largas y pasamontañas, los cuales huyeron en un vehículo utilitario deportivo. Los dos sospechosos fallecieron tras un tiroteo con la policía, uno de ellos era una mujer y el otro un hombre identificado como Syed Farook.

## Ubicación y respuesta
El lugar del tiroteo fue el Centro Regional del Interior, un centro sin ánimo de lucro que atiende a personas con discapacidades ubicado en el 1365 de la Avenida Waterman. El Departamento de Bomberos de San Bernardino publicó un mensaje en Twitter a las 11:14 de la mañana sobre una emergencia en el número 1300 de la Avenida Waterman, en que la policía trabajaba en limpiar la escena. Las carreteras de la zona fueron cerradas al tráfico.
La policía y un equipo SWAT rodearon el edificio mientras la gente estaba siendo evacuada. La policía detonó de forma remota un dispositivo no identificado encontrado en el lugar y utilizó un ariete para entrar en el complejo, de acuerdo al diario Los Angeles Times. Se informó que al menos un tirador poseía equipo táctico y utilizaba un arma semiautomática. El FBI y la unidad contra el terrorismo de Los Ángeles fueron llamados a la escena. La policía buscaba un Ford Explorer negro, el cual fue utilizado por los autores para huir después del tiroteo.
Las víctimas fueron trasladadas al Centro médico de la Universidad de Loma Linda y al Centro médico regional de Arrowhead.

## Persecución
Otro tiroteo comenzó cerca de las 3:00 de la tarde en el 1757 de la calle Richardson, para el cual la policía solicitó el apoyo de un vehículo de transporte de personal Lenco BearCat y asistencia médica. Una camioneta sospechosa fue perseguida y sus ocupantes participaron desde el interior del vehículo en un segundo tiroteo con la policía, el cual duró menos de un minuto y concluyó con la muerte de los dos ocupantes de la camioneta. Los testigos informan que los sospechosos estaban vestidos con chalecos antibalas similares a los de la policía y que «tiraban cosas por la ventana». Durante el incidente un agente recibió algunas heridas no mortales.
Poco después la policía bloqueó varias calles de los alrededores, incluyendo la calle Richardson, pidiendo a los residentes que permanecieran en sus casas. El jefe de policía Jarrod Burguan confirmó que los dos sospechosos del vehículo, un hombre y una mujer, murieron en el tiroteo. Los dos estaban vestidos con equipo táctico y armados con pistolas y rifles de asalto. Adicionalmente otra persona fue arrestada en el lugar, aunque no está confirmado si está involucrada en los eventos. A partir de las 6:00 de la tarde la policía fue vista cumpliendo una orden judicial en un complejo de viviendas de Redlands, CA que estaba bajo vigilancia cuando los sospechosos escaparon en la camioneta.

## Autores
Los autores fueron identificados como un matrimonio estadounidense de origen pakistaní, Syed Farook (28 años) y Tashfeen Malik (27 años). Syed trabajaba como empleado público en el Departamento de Salud del Condado de San Bernardino desde hacía cinco años y era compañero de trabajo de las víctimas.
La pareja se había conocido por internet en 2013 mediante una página web especializada en contactar a sus usuarios para fines matrimoniales. Un año más tarde Syed viajó a Arabia Saudita para la peregrinación a La Meca y casarse con ella. Tashfeen Malik había nacido en Pakistán y asistía a clases en el Instituto Al-Huda de la ciudad de Multán, para mujeres de clase media que quisieran profundizar en el islam. Esta institución ha sido acusada de difundir una ideología cercana a la de los talibanes. Un responsable no quiso confirmar ni desmentir la información: "En todo caso no tenemos nada que ver con eso [los tiroteos] y no somos responsables de nuestras estudiantes" aseguró. Al mismo tiempo, Tashfeen estudiaba en la Universidad Bahauddin Zakariya de Multán entre 2007 y 2013, no está claro si Magisterio o Farmacia y si llegó a terminar sus estudios. Uno de los estudiantes aseguró que "poco a poco se fue volviendo más seria y estricta" y que "cambió drásticamente". Era una joven religiosa que vestía el hiyab o velo integral desde 2012, no interactuaba con ningún hombre que no fuera pariente cercano y no conducía.
Syed Farook no tenía antecedentes criminales ni había sido investigado por sospechas de extremismo. Según sus compañeros de rezo, era un hombre "tímido, tranquilo y simple", que acudía a la mezquita local a orar dos o tres veces por semana, aseguraban que el matrimonio le cambió y que fue su esposa la responsable de su radicalización. Sin embargo, su padre, un sexagenario emigrado a EE.UU en los años 70, aseguró al diario italiano La Stampa que su hijo aprobaba la ideología del Estado Islámico (EI) y estaba obsesionado contra Israel. Destacó que su hijo "siendo adolescente, no iba a las fiestas con sus compañeros porque, decía, un buen musulmán solamente puede ver bailar a su mujer" Aseguró haberse enfadado con él una vez que le vio una pistola pero, que, no obstante, no sabía si estaba en contacto con yihadistas".
Farook, había nacido en Chicago (Illinois) como uno de los tres hijos de un matrimonio de inmigrantes pakistaníes, que pronto se instalaron al sur de California, en Riverside. Sus padres se divorciaron en 2006, alegando su madre que el padre era violento y alcohólico y por años la había maltratado física y psíquicamente. En julio de 2014 Syed Farook regresó de Arabia Saudita con su esposa y se casaron civilmente. Tashfeen Malik se desempeñó como ama de casa en su hogar en Redlands, donde vivían con su suegra. La mañana del ataque, dejaron con la abuela a su hija de seis meses, diciendo que iban a realizar una visita al médico.
El FBI aseguró que "estaban radicalizados desde hacía un tiempo" y que la pareja realizó prácticas de tiro en Los Ángeles, una de ellas pocos días antes de la masacre.
El caso fue notorio en las redes sociales por haber involucrado un pleito entre Apple y el FBI, a raíz de que este último se topó con que parte de la evidencia era un teléfono móvil modelo iPhone 5C que estaba bloqueado mediante técnicas avanzadas que hicieron difícil que el FBI pudiera acceder a los datos contenidos en él. Ante dicho obstáculo, el FBI intentó solicitar a Apple que desarrollara una versión del sistema operativo Apple iOS con sus funciones de seguridad deshabilitadas, petición que fue negada por Apple por el interés público de proteger la información de sus usuarios. El FBI llevó dicha disputa ante el Departamento de Justicia de Estados Unidos, pero eventualmente la abandonó luego de que una compañía privada logró acceder a los datos del móvil.

## Reacciones
El gobernador de California, Jerry Brown, dijo: «Nuestros pensamientos y oraciones están con las familias y todos los afectados por el ataque brutal a las víctimas. California no escatimará esfuerzos en traer a estos asesinos ante la justicia». Según los informes, Brown canceló la ceremonia anual de iluminación del árbol de Navidad en el Capitolio de California, donde todas las banderas fueron bajadas a media asta.
El presidente Barack Obama dijo: «Hay algunos pasos que podríamos tomar, no para eliminar cada uno de estos tiroteos en masa, sino para mejorar las probabilidades de que no se produzcan con tanta frecuencia. Leyes de seguridad de armas de sentido común, más fuertes controles de antecedentes». Posteriormente llamó a la cooperación bipartidista para reducir la frecuencia con que ocurren eventos como este.